# Nikki M. James

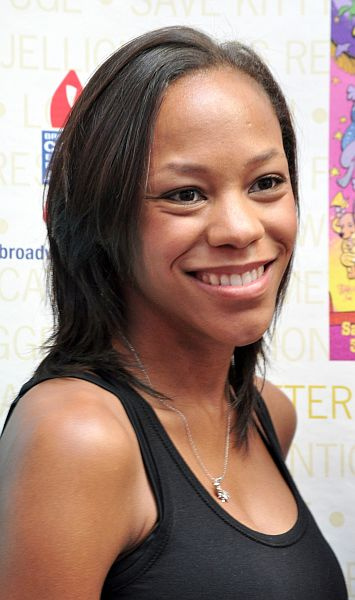
Nikki M. James (2011)

Nikki M. James (* 3. Juni 1981 in Summit New Jersey) alias Nikki Michell James ist eine US-amerikanische Schauspielerin in Film, Fernsehen, Musicals und Theater, Regisseurin und Sängerin.
Bekannt wurde sie durch ihre Rolle als Nabulungi in dem Musical The Book of Mormon, für die sie 2011 den Tony Award als beste Nebendarstellerin in einem Musical gewann.

## Leben und Karriere
Nikki M. James wurde in Summit New Jersey geboren und wuchs Livington, New Jersey auf
und besuchte dort die High School. Als Kind sang und spielte sie in der Kirche und in der Schule und wurde im Paper Hill Playhouse bei einer Musicalaufführung von Hello, Dolly! entdeckt. Sie erhielt ihren Abschluss an der New York University Tisch School of the Arts.
James gab ihr Broadway-Debüt in den Abenteuern des Tom Sawyer und spielte als Ottilie in den New York City Center House of Flowers. Sie spielte Adela Alba in der Broadwayproduktion von Michael John LaChiusas als musikalische Adaption von Bernarda Albas Haus und trat in der Broadway-Besetzung von All Shook Up auf.
Weitere Bühnenauftritte erhielt sie u. a. in The Wiz, Rome und Julia und Cäsar und Cleopatra.
Für ihre Leistung als Nabulungi in The Book of Mormon gewann sie 2011 den Tony Award als beste Nebendarstellerin in einem Musical bei den 65. Tony Awards.
2012 erhielt sie für die Rolle der Annabel Glick  in der Neuverfilmung von Lucky Stiff. Von 2014 bis 2015 war sie bei der Neuinszenierung des Broadway-Musicals Les Misérables zu sehen. 2017 war sie im Playwrights Horizons Theater in The Bubbly Black Girl Sheds Her Chameleon Skin zu sehen.
Im Jahr 2024 spielte sie die Journalistin und Bürgerrechtlerin Ida B. Wells im Musical Suffs. James wurde für einen Tony Award als beste Hauptdarstellerin in einem Musical für ihre Rolle Ida B. Wells bei den 77. Tony Awards nominiert.
Seit 2025 spielt Nikki M. James in der MCU-Serie Daredevil: Born Again die wiederkehrende Rolle der Bezirksstaatsanwältin Kirsten McDuffie und wurde bereits für die 2. Staffel verpflichtet.
Sie ist seit dem 25. August 2018 mit Derk Alexander Oosterman verheiratet.

## Filmografie (Auswahl)
- 2001: Third Watch – Einsatz am Limit (Fernsehserie, 2 Folgen)
- 2003–2009: Criminal Intent – Verbrechen im Visier (Fernsehserie, 2 Folgen)
- 2004: The Jury (Fernsehserie, 1 Folge)
- 2005: Pizza
- 2009: Caesar und Cleopatra
- 2010: 30 Rock (Fernsehserie, 1 Folge)
- 2012–2015: Law & Order: Special Victims Unit (Fernsehserie, 3 Folgen)
- 2013: All Is Bright
- 2013: The Disappearance of Eleanor Rigby: Her
- 2013: The Disappearance of Eleanor Rigby: Him
- 2014: Das Verschwinden der Eleanor Rigby
- 2014: Lucky Stiff
- 2015: For Real
- 2015–2016: Good Wife (Fernsehserie, 6 Folgen)
- 2016: BrainDead (Fernsehserie, 12 Folgen)
- 2016: The Blacklist (Fernsehserie, 1 Folge)
- 2017: Shelter
- 2017–2019: Willkommen im Wayne (Fernsehserie, 10 Folgen)
- 2018: Escape at Dannemora (Fernsehserie, 1 Folge)
- 2018: Bull (Fernsehserie, 1 Folge)
- 2019: Navy CIS: New Orleans (Fernsehserie, 1 Folge)
- 2020: Faraway Eyes
- 2019: Proven Innocent  (Fernsehserie, 13 Folgen)
- 2020: The Great Work Begins. Scenes from Angels in America
- 2020: Broadway Whodunit: All Hallows' Eve (Video)
- 2021: Modern Love (Fernsehserie, 1 Folge)
- 2022: Spoiler Alarm
- 2022: Severance (Fernsehserie, 4 Folgen)
- 2025: Daredevil: Born Again (Fernsehserie, 8 Folgen)

## Theater (Auswahl)
Broadway
- 2001: Abenteuern von Tom Sawyer, als Sabina Temple
- 2005: All Shook Up, als Lorraine
- 2011–2014: The Book of Mormon, als Nabulungi
- 2014–2015: Les Misérables, als Éponine
- 2023: Gutenberg! The Musical!, als Producer
- 2024–2025: Suffs, als Ida B. Wells

Off-Broadway
- 2006: Bernarda Alba Haus, als Adela Alba
- 2007: Walmartopia, als Maia Latrell
- 2013: Fetch Clay, Make Man, als Sonji
- 2015: Preludes, als Natalya

New York City Center
- 2003: House of Flowers, als Ottilie
- 2017: The Bubbly Black Girl Sheds Her Chameleon Skin als Bubbly

New York reading
- 2003: Summer, als Charity Royall

La Jolla Playhouse
- 2006: The Wiz, als Dorothy Gale

Stratford Festival
- 2008: Romeo und Julia, als Julia
- 2009: Cäsar und Cleopatra, als Cleopatra

Shakespeare in the Park
- 2016: Was ihr wollt, als Viola
- 2017: Julius Caesar, als Portia
- 2018: Was ihr wollt, als Viola

The Public Theater
- 2019: A Bright Room Called Day, als Agnes Eggling
- 2022: Suffs, als Ida B. Wells

## Regie (Auswahl)
- 2021: The Bite (Miniserie, 1 Folge)
- 2021: The Good Fight (Fernsehserie, 2 Folgen)

## Musik (Auswahl)
- 2005: Various – Broadway's Greatest Gifts: Carols For A Cure Volume 7
- 2007: Cast Of Walmartopia – Walmartopia: A Musical On A Mission
- 2012: Over The Moon: The Broadway Lullaby Album
- 2014: Lucky Stiff, Soundtrack
- 2014: Frozen The Songs – Soundtrack
- 2014: Various – Broadway's Carols For A Cure Volume 16
- 2016: The Book Of Mormon (Original Broadway Cast Recording)

## Ehrungen und Auszeichnungen (Auszug)
- 2011: Tony Award, für The Book of Mormon, Beste Hauptdarstellerin, Gewonnen[2]
- 2011: Drama Desk Award, für The Book of Mormon, Beste Hauptdarstellerin, Nominiert
- 2011: Outer Critics Circle Awards, für The Book of Mormon, Beste Hauptdarstellerin, Nominiert
- 2024: Tony Award, für Suffs, Beste Hauptdarstellerin in einem Musical, Nominiert[9]